# 十三齒琴蝦蛄
十三齒琴蝦蛄（学名：Lysiosquilla tredecimdentata）为琴蝦蛄科琴蝦蛄屬下的一个种。